# Sphaerocephalus longifolius
Sphaerocephalus longifolius là một loài rêu trong họ Aulacomniaceae. Loài này được Kuntze mô tả khoa học đầu tiên năm 1891. Danh pháp khoa học của loài này chưa được làm sáng tỏ. 